# 하토가야시
하토가야시(일본어: 鳩ヶ谷市)는 일본 사이타마현 남동부에 존재했던 시이다. 인구 약 6만1천명의 도시. 도쿄도 특별구 통근률은 34.7%, 가와구치시 통근률은 21.0%였다(모두 2010년 인구조사).2011년 10월 11일 가와구치시에 편입 합병되어 소멸하였다.
오미야 고원의 최남단에 해당되며, 폐지 당시 면적은 일본 도시 중 가장 넓었으며. 와라비시에 이어 두 번째로 작은 도시였다. 사이타마 고속철도의 개통으로 합병 전부터 경제 발전과 인구 증가가 두드러졌다. 

## 개요
에도 시대에는 닛코 오나리 가도에 하토가야주쿠가 놓여져 역참 마을과 시장 마을로 발전했다.
원래 교통수단이 노선버스밖에 없어 '육지의 외딴섬'이라는 조롱을 받아온 주민들에게 철도 개통은 오랜 숙원이었다. 반면, 주변 마을에 비해 개발이 다소 늦었던 것이 다행스럽게도 역참마을과 시장마을의 면모를 볼 수 있다. 
2001년 3월 28일 사이타마 고속철도가 개통된 이후 임대 아파트 건설 러시가 일어났다.

## 도시화
주거-상업-공업으로 구역이 나뉘어져 있다.
인구는 사이타마 고속철도 개통을 계기로 급격히 증가했다. 이에 따라 대규모 아파트와 상업시설이 건설되고 있다.
교통면에서는 도쿄 메트로 난보쿠선, 도큐 메구로선과 직결되는 사이타마 고속철도선 하토가야역과 미나미하토가야역의 개통으로 도심과의 접근성이 크게 향상되었다. 또한, 하토가야역에서 출발하는 첫차도 운행되고 있다. 하토가야역 주변은 닛코 고나리 가도의 역참 마을과 시장 마을이라는 옛 분위기를 물씬 풍기며, 전통 있는 가게들이 즐비하게 늘어서 있다. 
노선버스 운행도 발달하여 JR 케이힌토호쿠선 와라바역 - 아카바네역까지 각 역으로 이동이 편리하다. 시내 순환버스 '미니하~토'(2013년 12월 14일 폐지)는 전 구간 어른 100엔, 어린이 50엔으로 이용할 수 있었다. 또한 국도 122호, 사이타마현도 1호 사이타마가와구치선, 사이타마현도 58호 다이토하토가야선(제2산업도로) 등 도로가 많아 자동차를 이용한 방문객도 많다. 

## 지리
당시 남동부의 야하타키 3초메는 도쿄도 아다치구 이리야 9초메와 인접(인접 부분은 약 700m)한 것 외에는 가와구치시에 둘러싸여 있다. 시내 지형은 남쪽은 평지이지만 북쪽으로 갈수록 고도가 높아진다.
국도 122호 바이패스를 경계로 마을이 나뉘어져 있다. 험준한 지형의 북동부에는 언덕길이 이어지는 닛코 오나리도(日光御成道)가 지나며, 이를 따라 상가가 구성되어 있다. 그 중에서도 미누마 대용수(見沼代用水)를 가로지르는 후키가미 다리 바로 앞의 가파른 언덕은 오나리자카(御成坂)라고 불리며, 이 경사면에 주택이나 상점 등을 짓는 사람도 많다. 한편, 시의 서쪽에 해당하는 쓰지 지구는 평탄하지만, 역시 서쪽에 위치한 사토 지구는 북쪽으로 올라갈수록 오르막길로 변한다.
지형에 관계없이 전체적으로 주택이 밀집되어 있다. 시 서쪽의 츠지 지구와 사토 지구 등에는 쇼와 시대에는 논과 밭이 산재해 있었으나, 최근 급속도로 택지화가 진행되어 거의 전 지역이 도시화되었다. 

## 역사
- 1889년 4월 1일 - 정촌제 시행과 함께 기타아다치군 하토가야 정이 성립하였다.
- 1901년 5월 3일 - 기타아다치군 기타히라야나기 촌을 편입하였다.
- 1940년 4월 1일 - 가와구치시에 편입되었다.
- 1950년 11월 1일 - 가와구치 시로부터 분리되어 하토가야 정이 되었다.
- 1967년 3월 1일 - 시로 승격되어 하토가야 시가 되었다.
- 2001년 3월 28일 - 사이타마 고속철도선이 개통해 하토가야 역, 미나미하토가야 역이 개업하였다.
- 2011년 10월 11일 - 가와구치 시와 합병되어 폐지되었다.

## 교통

### 철도
- 사이타마 고속철도 사이타마 고속철도선

### 도로
- 국도 제122호선